# .380 ACP

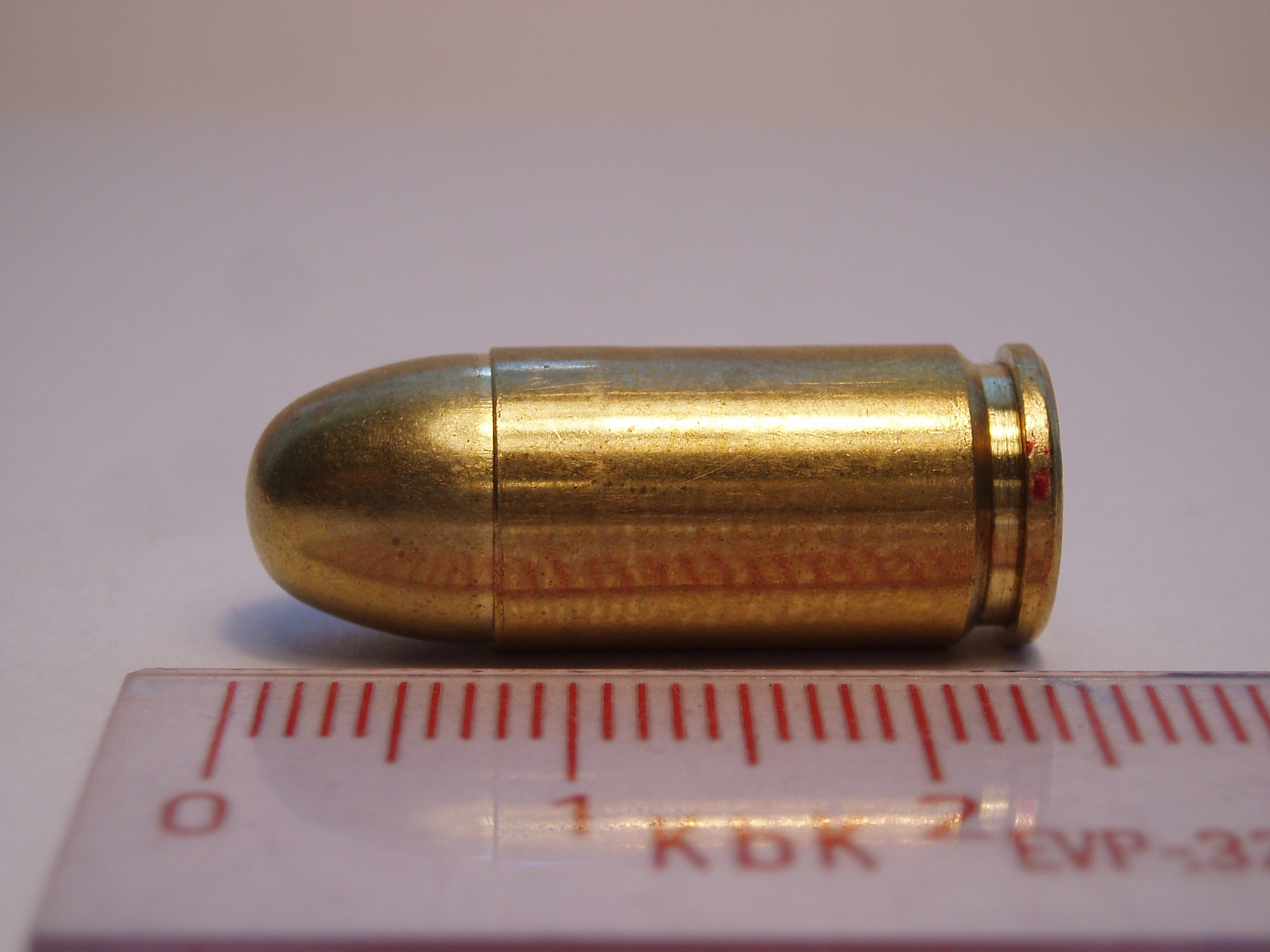
Zijde van een .380 ACP-pistoolpatroon van Sellier & Bellot.

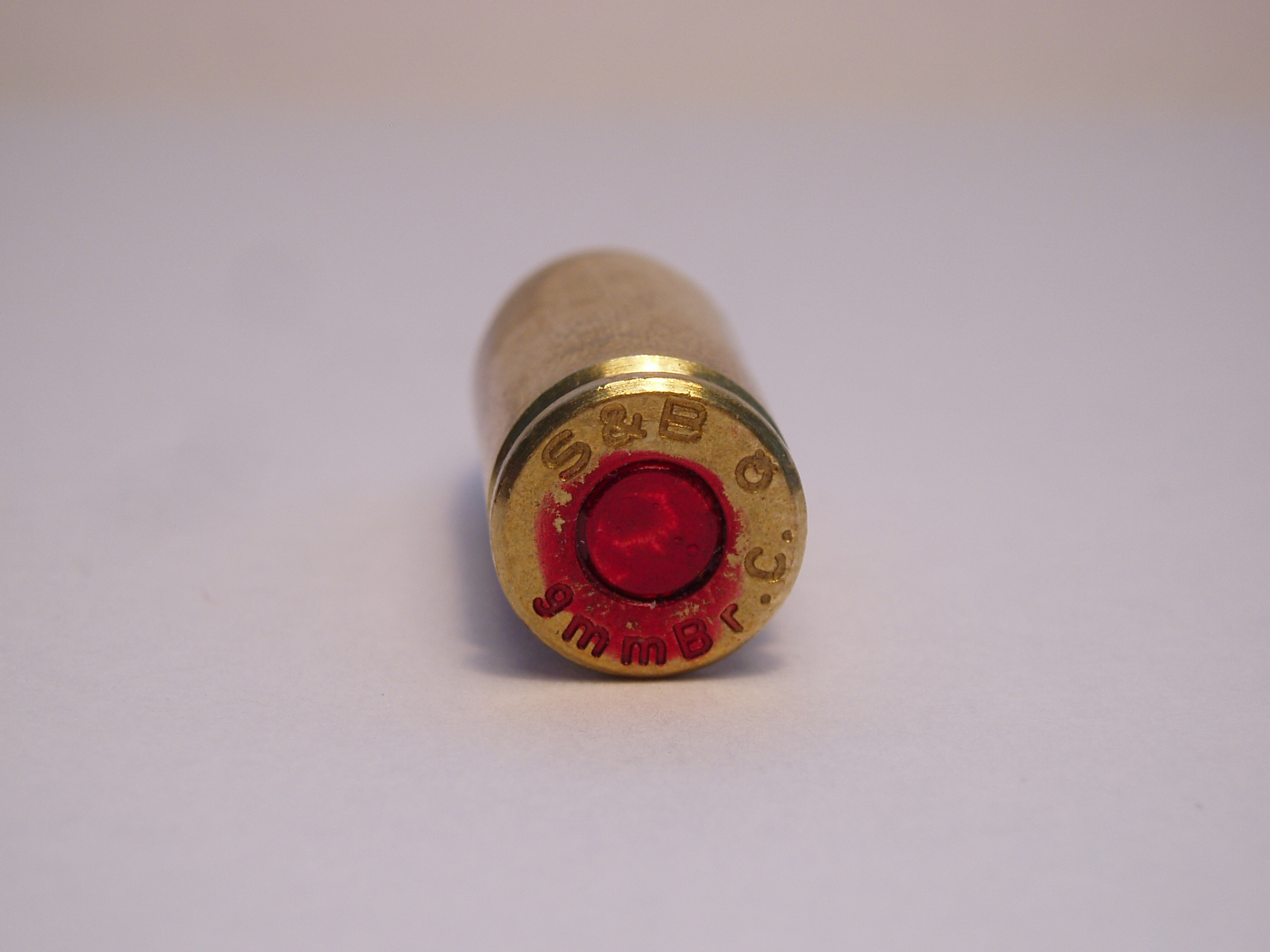
Bodem van een .380 ACP-pistoolpatroon van Sellier & Bellot.

De .380 ACP is een pistoolpatroon die ontworpen werd door John Browning en in 1908 geïntroduceerd werd door wapenfabrikant Colt op het model Colt Model 1908 Pocket Hammerless. Sindsdien is het een veelgebruikte patroon in zelfverdedigingswapens.

## Andere namen
De .380 ACP-patroon werd aldus geïntroduceerd door Colt maar er wordt
ook met andere namen naar verwezen:
- 9 mm kort, waarbij kort taalafhankelijk is.
- 9 mm Browning, naar de ontwerper.
- 9 × 17 mm, naar het metrisch kaliber.

## Specificaties
- Huls: randloos, recht
- Hulslengte: 17,3 mm
- Patroonlengte: 25 mm
- Kogeldiameter: 9 mm
- Kogelgewicht: 5,8 g (JHP), 6,2 g (FMJ)
- Mondingssnelheid: 300 m/s
- Energie: 270 J (JHP), 275 J (FMJ)

Een .380 ACP-patroon is compact en licht maar heeft een klein bereik en weinig stopkracht. Het heeft ook een beperkte terugslag. Deze patroon is populair bij mensen die een dergelijk licht pistool wensen.
De zwaarste kogel die in een .380-patroon kan worden geladen is een van 7,5 gram. De .380 ACP is tegenwoordig zowat de kleinste centraalvuurpatroon die in wijdverspreid gebruik is.

## Gebruik
Onder meer volgende vuurwapens zijn gemaakt voor het gebruik van (onder meer) de .380 ACP-patroon:
- Colt Model 1908 Pocket Hammerless
- FN Model 1910
- Walther PPK/S (1968)
- Mauser HSc (1940)
- MAC-11 (1972)
- Beretta 84, 85, 86 (1976)
- SIG P230 (1977)
- Glock 25, Glock 27 (1980)
- Glock 42